# Sapana Pradhan Malla
Sapana Pradhan Malla (en népalais : सपना प्रधान मल्ल) (née le 15 novembre 1963) est un juge de la Cour suprême népalaise depuis le 1er août 2016 et une ancienne membre de l'Assemblée constituante népalaise sous le système de représentation proportionnelle du parti CPN-UML. Elle est également présidente de la Judges Society, l'organisation professionnelle des juges népalais,.

## Jeunesse et éducation
Elle naît le 15 novembre 1963 dans le district de Nawalparasi au Népal. Titulaire d'une maîtrise en droit comparé (MCL) de l'Université de Delhi, elle est également titulaire d'une maîtrise en administration publique à mi-carrière (MC/MPA) de la Harvard Kennedy School of Government, ainsi que titulaire d'une licence en droit de l'Université Tribhuvan de Katmandou, au Népal, obtenue en 1987.

## Carrière
Ancienne avocate principale du Népal, Sapana Malla est également membre de l'Assemblée constituante népalaise, de mai 2008 à mai 2012, période durant laquelle elle défend les droits des femmes dans tous les domaines, des droits reproductifs à la citoyenneté.
Interrogée sur les défis auxquels elle est confrontée en tant que défenseure des droits des femmes, elle déclare à PassBlue : « Lorsque j'ai commencé à travailler sur les droits des femmes, j'ai décidé de me lancer dans ce travail parce que ce n'était pas seulement les préjugés sociaux et culturels contre les femmes qui existaient dans le pays, mais même la loi était problématique. Mais quand on veut réformer la loi, il faut tout remettre en question : l'État, les préjugés contre les femmes, la culture, la religion et une majorité de points de vue patriarcaux. ».
En 2008, elle et Yanar Mohammed sont co-lauréates du Prix Gruber pour les droits des femmes (décerné par la Fondation Peter et Patricia Gruber) pour leur travail lié aux « litiges d'intérêt public au [Népal], notamment l'égalité en matière d'héritage, la légalisation de l'avortement, la criminalisation du viol conjugal, l'égalité dans le mariage et le droit de la famille ».
Elle est membre du Comité contre la torture (CAT) pendant le mandat 2014-2017 et également présidente du Forum pour les femmes, le droit et le développement.